# 津福本町
津福本町（つぶくほんまち）は、福岡県久留米市の町名である。
住居表示未実施地区。郵便番号は830-0047。

## 交通

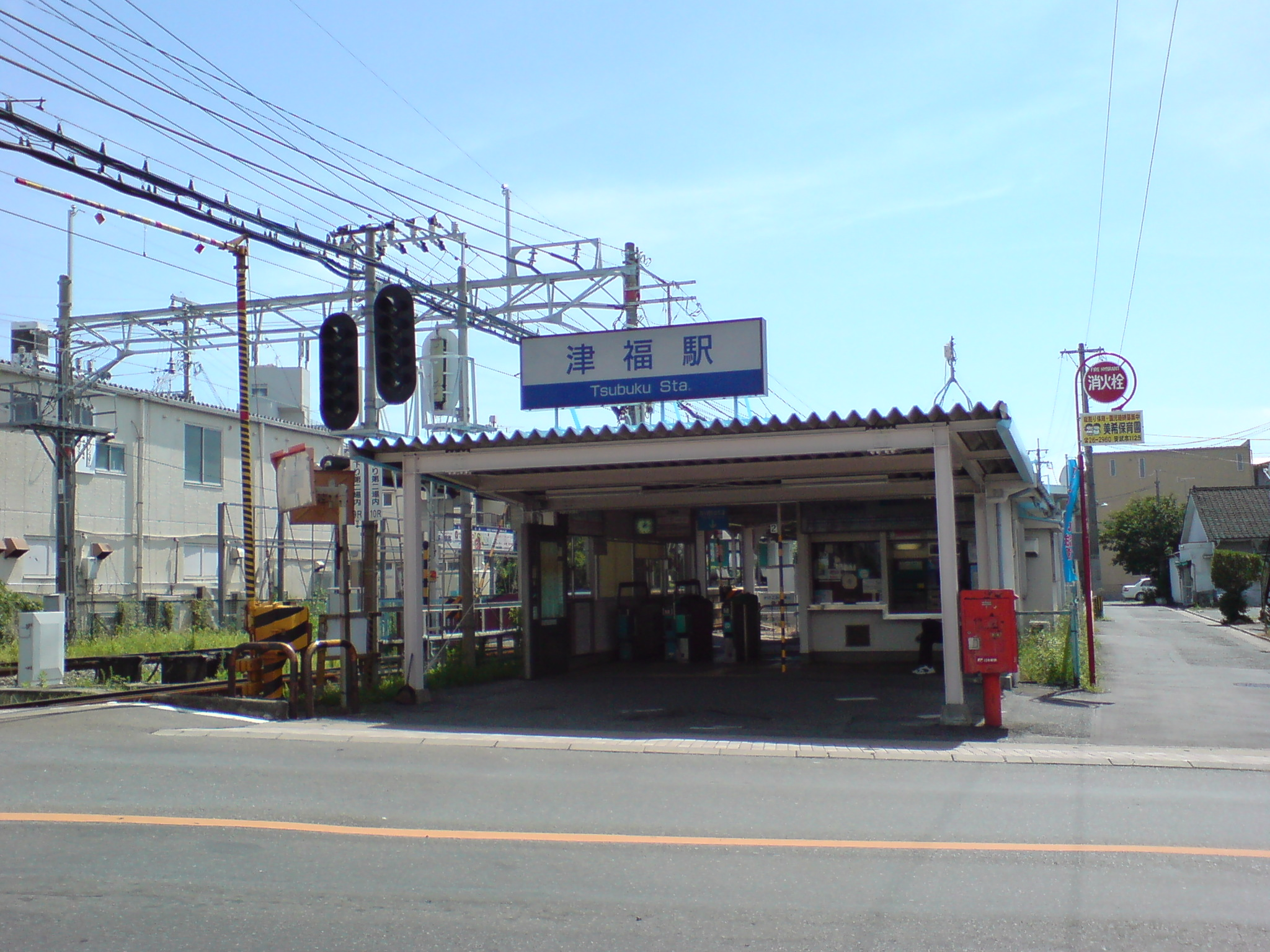
津福駅

### 鉄道
- 西鉄天神大牟田線：津福駅 - 聖マリア病院前駅

### 道路
- 津福バイパス
- 福岡県道23号久留米柳川線

## 施設
- 福岡県立久留米高校
- 聖マリア病院
- 聖マリア学院大学
- 金丸保育園
- 津福保育園
- 久留米試験場前郵便局
- 至徳院
- 津福公園